# Alfius
Alfius es un género de coleóptero de la familia Chrysomelidae. Es endémico de Queensland, Australia.

## Especies
- A. hieroglyphicus Lea, 1929
- A. pictus Lea, 1929
- A. pictipennis Lea, 1929